# Afonso Dias
Afonso Dias és un músic, cantant, poeta i actor portuguès. Va ser diputat a la Assemblea Constituent de 1975/76, per la UDP (no va tenir ni exercir altres càrrecs polítics posteriorment). Coma músic, va ser u dels fundadors, en 1974, del GAC – Grup d'Acció Cultural, amb el qual va efectuar incomptables actuacions arreu del país i a l'estranger, i va editar diversos discos. Al llarg de la seva carrera ha integrat espectacles amb artistes com José Afonso, Sérgio Godinho, Francisco Fanhais, Manuel Freire, Pedro Barroso, Tino Flores i José Fanha, entre d'altres, i ha editat diversos àlbums en solitari. En l'àmbit del teatre, va freqüentar, en els anys 60 i 70 grups de formació teatral amb Costa Ferreira, Carmen Dolores i Rogério Paulo. Fou fundador, en 1999, de Trupe Barlaventina – Jograis do Algarve, amb la que va realitzar nombrosos espectacles i gravacions en estudi. També treballà com a escenògraf i actor, col·laborant com a actor (i cantant), des de 2003, amba ACTA (A Companhia de Teatro do Algarve). És membre de l'Associació Música XXI, amb la que va editar la col·lecció de CDs Selecta.
Entre 2001 e 2013 col·laborà amb la Direcció Regional d'Educació de l'Algarve en els projectes de promoció de la poesia a les escoles Ao sabor da poesia i A Poesia está na Escola. En aquest projecte va realitzar molts centenars de sessions per a més de 85.000 alumnes. D'aquest projecte va resultar l'edició de 3 CD's de poesia produïts en col·laboració amb l'Associació de Professors de Portuguès amb el títol genèric “cantando espalharey”.
En els darrers anys ha fet el mateix treball en les escoles del Municipi de Loulé i entre 2015 i 2016 ha realitzat més de 100 sessions del recital “Poesia e cidadania” per a 6.000 alumnes.

## Discografia (solo, com a músic)
- O que vale a pena (1979)
- Pela calada (1987)
- Olhar de Pássaro (2000) (nominat per al Prémio José Afonso)
- Na asa loira do Sol (2001)
- Geometria do Sul (2002)
- Abecedário a rimar (2003)
- "13" (2010)
- Fado Aleixo (2013)
- O mar ao fundo (2014)

## Discografia (sol, com a solista)
- Cantando espalharey I, II e III (2002, 3 CDs amb multimèdia)
- Colecção Selecta:
  - Poetas da Lusofonia (2006)
  - Poesia de António Gedeão (2006)
  - Poesia de Alberto Caeiro – O Guardador de rebanhos (2006)
  - Poesia de Cabo Verde e sete poemas de Sebastião da Gama (2007)
  - Poesia de Miguel Torga (2007)
  - Poesia de Natália Correia (2007)
  - Fernando Pessoa e Ricardo Reis
  - Álvaro de Campos
  - Poesia de Cesário Verde

### Discografia (ambTrupe Barlaventina)
- Lendas do País do Sul (1999)
- O perfume da palavra

## Poesia
- Grande Angular (2000)
- Toccata e Fuga (2003)